# Maqtaaral Atakent
Maqtaaral Atakent (kaz. Мақтаарал футбол клубы) – kazachski klub piłkarski, mający siedzibę we wsi Atakent rejonu Myrzakent, na południu kraju, od 2022 roku grający w Priemjer Ligasy. 

## Historia
Chronologia nazw:
- 2011: Maqtaaral FK (kaz. Мақтаарал ФК)

Klub piłkarski Maqtaaral  FK został założony w miejscowości Żetysaj rejonu Myrzakent w 2011 roku. Wcześniej w mieście funkcjonowała drużyna amatorska, która grała w rozgrywkach lokalnych. W 2001 roku Federacja zaplanowała utworzenie trzeciego poziomu w systemie krajowych lig piłkarskich. W rezultacie w 2002 roku powstała Birinszi ligasy jako regionalny turniej dla amatorskich drużyn piłkarskich w Kazachstanie. Po reorganizacji systemu lig w 2003 zmieniła nazwę na Jekinszi ligasy. 
W sezonie 2011 zespół startował w grupie południowej Jekinszi ligasy (D3). W następnym 2012 roku zwyciężył najpierw w grupie południowej Jekinszi ligasy, a potem w turnieju finałowym zajął pierwsze miejsce i awansował do Birinszi ligasy (D2). W 2013 klub otrzymał status profesjonalny i startował w pierwszej lidze. W 2015 klub przeniósł się do pobliskiej miejscowości Atakent.
W 2021 roku zdobył wicemistrzostwo w Birinszi ligasy i otrzymał awans do Priemjer Ligasy. Debiutancki sezon 2022 w najwyższej lidze rozpoczął od remisu 1:1 z Ordabasy Szymkent.

## Barwy klubowe, strój, herb, hymn
|  |  |

Klub ma barwy zielono-białe. Zawodnicy domowe spotkania zazwyczaj grają w zielonych koszulkach, zielonych spodenkach oraz zielonych getrach.

## Sukcesy

### Trofea międzynarodowe
Nie uczestniczył w rozgrywkach europejskich (stan na 31-05-2022).

### Trofea krajowe
| \| \| Zdobyte trofea w rozgrywkach Kazachstanu (stan na: 31-05-2022) \| |                                                                |      |            |
| Rozgrywki                                                               | Osiągnięcie                                                    | Razy | Sezon(y)   |
| Mistrzostwo                                                             | I miejsce                                                      | 0    |            |
| Mistrzostwo                                                             | II miejsce                                                     | 0    |            |
| Mistrzostwo                                                             | III miejsce                                                    | 0    |            |
| Mistrzostwo                                                             | ?.miejsce                                                      | 1    | 2022       |
| Puchar                                                                  | zdobywca                                                       | 0    |            |
| Puchar                                                                  | finalista                                                      | 0    |            |
| Puchar                                                                  | ćwierćfinalista                                                | 2    | 2018, 2022 |
| II liga                                                                 | I miejsce                                                      | 0    |            |
| II liga                                                                 | II miejsce                                                     | 1    | 2021       |
| II liga                                                                 | III miejsce                                                    | 0    |            |
| Kazachstan                                                              | Zdobyte trofea w rozgrywkach Kazachstanu (stan na: 31-05-2022) |      |            |

- Birinszi ligasy/Jekinszi ligasy (D3):
  - mistrz (1x): 2012

## Poszczególne sezony

### Rozgrywki krajowe
| \| Kazachstan \| Bilans występów klubu w rozgrywkach piłkarskich Kazachstanu (Stan na 31 maja 2022 r.) \| \| |                                                                                       |        |       |   |   |   |    |    |     |           |        |        |      |
| Poziom | Rozgrywki                                                                             | Sezony | Mecze | Z | R | P | B+ | B– | Pkt | Lata      | Awanse | Spadki | Naj. |
| I | Priemjer Ligasy                                                                       | 1      |       |   |   |   |    |    |     | od 2022   | 0      | 0      |      |
| II | Byrynszy Ligasy                                                                       | 9      |       |   |   |   |    |    |     | 2013–2021 | 1      | 0      | 2    |
| III | Jekinszi Ligasy                                                                       | 1      |       |   |   |   |    |    |     | 2012      | 1      | 0      | 1    |
| | Puchar                                                                                | 9      |       |   |   |   |    |    |     | od 2013   |        |        | 1/4  |
| Kazachstan                                                                                                   | Bilans występów klubu w rozgrywkach piłkarskich Kazachstanu (Stan na 31 maja 2022 r.) |        |       |   |   |   |    |    |     |           |        |        |      |

## Piłkarze, trenerzy, prezydenci i właściciele klubu

### Piłkarze

#### Aktualny skład zespołu
Stan na2 sierpnia 2022
| Nr | Poz. | Piłkarz                            |
| -- | ---- | ---------------------------------- |
| 1  | BR   | Serhij Litowczenko                 |
| 2  | PO   | Aliaksiej Nasko (wyp BATE Borisow) |
| 5  | OB   | Rusłan Judziankou                  |
| 7  | PO   | Beqnur Ryskul                      |
| 8  | PO   | Sékou Doumbia                      |
| 10 | PO   | Odiłdżon Abdurachmanow             |
| 11 | OB   | Sagi Sowet (wyp. z Astany)         |
| 13 | BR   | Ramil Nurmuchametow                |
| 14 | PO   | Mejrambek Serikbaj                 |
| 17 | PO   | Galymżan Kenżebek                  |
| 19 | PO   | Bekzat Żaksybajuly                 |
| 21 | OB   | Dierżon Aripov                     |
| 22 | OB   | Nurżigit Smatow                    |

| Nr | Poz. | Piłkarz             |
| -- | ---- | ------------------- |
| 23 | OB   | Pawieł Czykida      |
| 26 | OB   | Artiom Rozgoniuc    |
| 29 | PO   | Aléx Bruno          |
| 30 | OB   | Dramane Koné        |
| 31 | NA   | Sultanbek Dujseszow |
| 34 | OB   | Artur Zapadnia      |
| 53 | PO   | Billal Sebaihi      |
| 55 | OB   | Jegor Potapow       |
| 77 | PO   | Jean-Ali Pajruz     |
| 81 | NA   | Ramazan Karimow     |
| 88 | PO   | Yao Léonard Djaha   |
| 91 | BR   | Żandar Żangalijew   |

### Trenerzy
...
- ...–2013:  Abduchalik Buribajew
- 2014:  Rauf Inilejew
- 2015–2016:  Szajzidin Kenżebajew
- 2017–2018:  Kuanysz Karakulow
- 2018:  Andriej Ferapontow
- 2019:  Danijar Mukanow
- 2020–4.06.2021:  Asqar Kożabergenow
- od 5.06.2021:  Konstantin Gorowenko

## Struktura klubu

### Stadion
Klub piłkarski rozgrywa swoje mecze domowe na stadionie Alpamys Batyr w Atakent, który może pomieścić 4.229 widzów.

## Kibice i rywalizacja z innymi klubami

### Derby
- Ordabasy Szymkent
- Turan Turkiestan